# 開比托 (亞利桑那州)
開比托（英語：Kaibito）是位於美國亞利桑那州可可尼諾縣的一個人口普查指定地區。根據2010年美國人口普查，該地人口為1522人，而該地的面積約為41.18平方千米。

## 地理
開比托的座標為36°34′38″N 111°05′59″W / 36.57722°N 111.09972°W，而該地最高點為海拔高度1771米（即5810英尺）。